# 西城童話
《西城童話》（英語：The Mad King of Taipei Town），是由葉天倫導演的愛情電影，於2017年上映，為《台北愛情捷運》系列電影。由李李仁、郭書瑤、楊貴媚、李辰翔領銜主演。榮獲2015年韓國釜山影展亞洲視窗參展影片，2016年高雄電影節閉幕片。台灣於2017年1月6日上映。

## 劇情簡介
[ 西門有三寶 : 電影 鈔票 瘋子滿街跑 ]
西門町，台北眾人皆知的娛樂聖地，也是現今年輕流行文化的指標，不論早晚總是充斥著各種各樣的人。單親倔強的少女小虎和流浪瘋子西門慶的奇幻童話故事，即將在西門町的一角展開。小虎在西門町開了間小小造型館，專為人改變造型，每天努力賺錢，就是為了還清巨額房貸和供錢給揮霍成性的媽媽吳桂美。對於拿錢不手軟、又到處拈花惹草的桂美，小虎恨不起來，只希望這個唯一的家人，能快點回到當初只愛著她的單純母親。
西門慶是西門町傳奇的流浪漢，有關他的身世傳聞，從國家秘密特務到破產企業家都有。西門慶住在一棟廢棄建築裡，雜亂的開放空間，唯有一個小角落整齊排著胡桃鉗娃娃，看著那娃娃，西門慶的眼中總是會流露出悲傷。瘋瘋癲癲的表面下，究竟藏著怎樣的故事? 一場追打暴露狂的誤會，讓倔強美少女小虎及瘋子西門慶有了第一次接觸，彼此對於親情/愛情/友情的渴望相互交雜影響著。在什麼事都可能發生的西門町，人人對於愛的渴望，利的追求，錢的誘惑，各種關係交織成一個奇幻的西城童話。

## 演員陣容

### 主要角色
| 演員姓名 | 角色名稱 | 介紹 |
| 李李仁   | 西門慶   | 西門町家喻戶曉的瘋狂人物，他的身世背景無人知曉，只知道他住在廢棄戲院裡，以天地為家。每月會在廣場中心向群眾撒錢。此外，西門慶懼怕地下道，連捷運都不敢搭，只要有屋頂的地方就是西門慶的禁地，這些奇怪的點似乎與他神祕的過去有關。   |
| 郭書瑤   | 小虎     | 天不怕地不怕，率直不造作的倔強女孩。出生在單親家庭，在西門町開了一家小造型館，專為人設計整體造型。渴望愛情，但卻成為了別人的地下情人；渴望親情，但母親予取予求快讓她喘不過氣。                                                   |
| 楊貴媚   | 吳桂美   | 把青春都奉獻給孩子的女人，在女兒小虎長大後，像是重獲自由般放縱自己，整天揮霍度日、男人一個換一個，平常生活靠小虎賺錢貼補家用，也常常夜不歸宿。小虎後來再也受不了媽媽桂美整天花天酒地的生活，母女兩人大吵一架後，日漸出現了隔閡。 |
| 李辰翔   | 大眼睛   | 小虎的好朋友，在西門町開服裝店，和兩人在西門町這個瘋狂地域相濡以沫，患難與共。 |

### 其他演員
| 演員姓名 | 角色名稱 | 介紹 |
| 江國賓   | 飛毛江   | 國片全盛時期在西門町當跑片小弟的飛毛江，國片沒落後因債務坐牢，出獄後成了西門町欺壓弱小的地痞流氓。飛毛江有著不勘回首的過往，懷舊膨風話當年勇成了他最大嗜好。             |
| 陳楚翔   | 高警官   | 西門町的管區小高，是小虎來到西門町的另一個原因，小虎委身當第三者，因為警員男友小高離不開訂婚女友。沒安全感與自信的小虎，從來不敢跟小高釐清關係也狠不下心分手。           |
| 丁強     | 老白     | 退休後流連在紅包場的退役中將，寂寞需要溫暖的他雖然被冒名的大陸姪子騙走人生積蓄，但仍然祝福對方早日找到真正的叔叔。慕愛紅包場的歌女，卻在求婚後遽逝，讓週遭夥伴欷虛不已。 |
| 吳敏     | 吳月娥   | 台語片盛行時的當紅女星，國片沒落後離不開電影盛地在西門町作環保，小孫女則是西門慶的街頭玩伴。                                                                             |

## 電影歌曲
| 曲別   | 歌名         | 演唱者 | 作詞   | 作曲     | 備註 |
| 主題曲 | 長大的童話   | 林宥嘉 | 黃建洲 | 張葉帆   |      |
| 插曲   |              |        |        |          |      |
| 敘事曲 | 越清醒越孤獨 | 信     | 姚若龍 | 張簡君偉 |      |

## 工作人員
- 監製：葉丹青
- 製作人：葉天倫
- 導演：葉天倫
- 編劇：葉丹青
- 製作公司：晴天影像股份有限公司、青睞影視製作股份有限公司
- 發行公司：晴天影像股份有限公司

## 拍攝場景
- 捷運西門站
- 西門町

## 外部連結
- 西城童話的Facebook專頁
- YouTube上的《 西城童話 》官方正式預告.（繁體中文）
- 豆瓣电影上《西城童話》的資料 （简体中文）
- 时光网上《西城童話》的資料（简体中文）
- 香港影庫上《西城童話》的資料（繁體中文）
- 開眼電影網上《西城童話》的資料（繁體中文）
- Yahoo奇摩電影上《西城童話》的資料（繁體中文）
- 互联网电影数据库（IMDb）上《西城童話》的资料（英文）